# Nicola Putignano
Nicola Putignano (Noci, 1º gennaio 1947) è un politico italiano.
Dottore in economia e commercio, imprenditore nel settore della depurazione acque, ha realizzato il 70% degli interventi in campo ecologico sul territorio pugliese. Appartenente ad una famiglia di antiche tradizioni socialiste, pur non militando nel PSI, è stato invitato a candidarsi per il Senato per la prima volta nel 1987 e venne eletto per due legislature. Rimase in carica fino al 1994.